# 辣肉酱
辣肉酱（西班牙語：Chili con carne，常简称为 ）是一道辣味炖菜，源自墨西哥北部和美国德克萨斯州南部。传统的主要食材是牛肉和辣椒，通常还会加入番茄和腰豆。而其他常见的材料有大蒜、洋葱、孜然、胡萝卜、芹菜、玉米等。在食用时，食用者可以添加酸奶油和乳酪，或搭配玉米饼、米饭、意式面食或单独食用。辣肉醬亦可以作为酱料搭配薯条及墨西哥粽食用。

## 种类与食材
关于是否应该加入豆子和番茄，一些人对此持有非常强烈的立场。"Chili con carne" 是西班牙文，意思是辣椒加肉。然而，在美国口语中，"chili" 通常指的是德州辣肉酱。在德州风格的辣肉酱中，豆类的添加并非必需，甚至连除了辣椒之外的其他蔬菜也不需要放入。时任美国总统林登·詹森最喜欢的一道特製辣肉醬（"Pedernales River chili"） 在白宫收到了无数公开菜谱的请求，于是他的夫人克劳迪婭·詹森决定将食谱公开并制成明信片送给大家。

### 辣肉酱分类：
- 素辣肉酱：（西班牙語：chili sin carne）是一种不加入肉类的辣肉酱，可以用素肉替代，或者使用豆子和蔬菜来制作。

- 绿辣肉酱：（西班牙語：chili verde）該辣肉醬使用绿色辣椒，并且不加入番茄（或者使用未成熟的绿色番茄/酸浆），而其中的肉类通常会被替换成颜色较淡的猪肉。

- 白辣肉酱：（英語：white chili）指的是使用白色的豆类以及火鸡肉或鸡胸肉等白肉制作而成的辣肉酱。

## 起源与文化
辣肉酱原本源自西班牙语美洲的菜肴，在传入美国后经历了许多变化，其中包括发展出了全素的辣肉酱。辣肉酱也被用作其他一些菜肴的酱料。
辣肉酱的主要食材包括辣椒和番茄，在制作过程中有不同的做法。传统的做法通常会加入绞肉（通常是牛肉）、洋葱、大蒜和孜然等食材，同时还经常添加豆子、莳萝等其他成分。
辣肉酱是美国得克萨斯州官宴中的一道菜肴。 
通常，美国人喜欢在辣肉酱中加入碾碎的苏打饼干、墨西哥玉米片、玉米面包等作为搭配食物。

## 在流行文化中的影响
美国经典推理剧《神探可倫坡》的主角Columbo（彼得·福克饰）特别喜欢吃辣肉酱配苏打饼干。他经常光顾一家名为 Barney's Beanery 的美国知名餐厅品尝辣肉酱（尽管该剧并非在该餐厅取景）。

## 类似食物
辛辛那提辣肉醬，英语中的辣肉酱也常简称为"chili"，并且也使用肉和辣椒，因此容易引起混淆。然而，这种辣肉酱的起源并不直接与墨西哥的辣肉酱相关，而是由来自巴尔干半岛的美国移民发明的。

## 图片

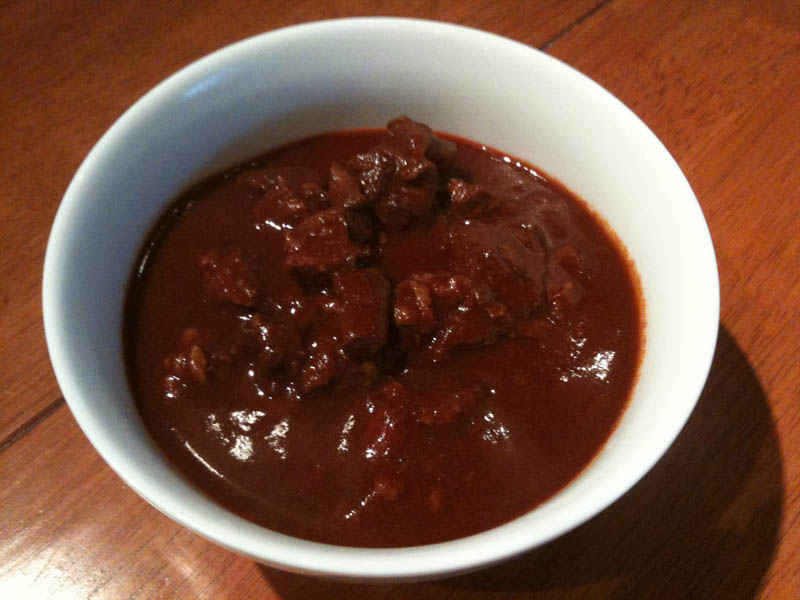
未加豆子的辣肉酱
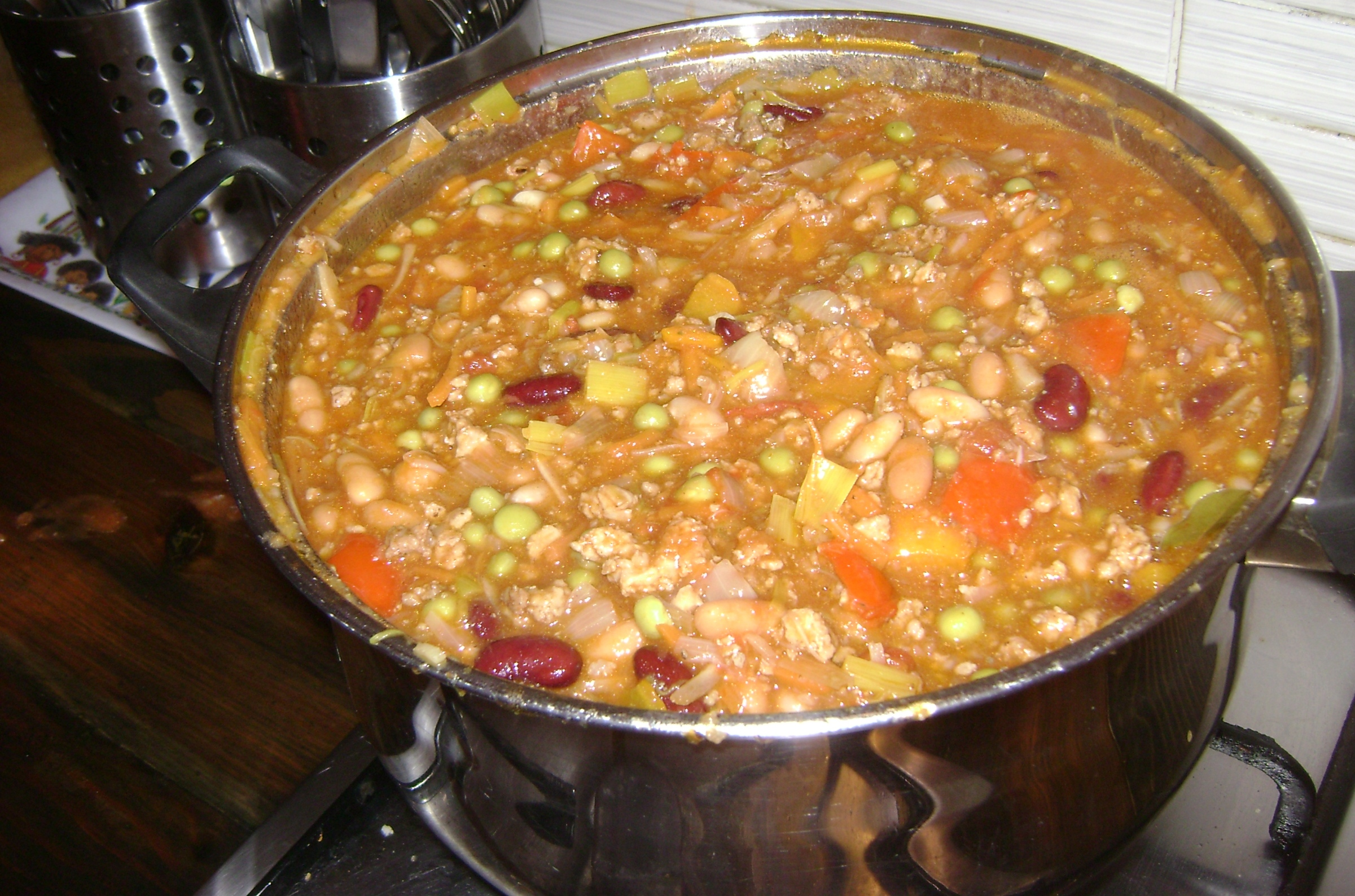
锅中炖煮的辣肉酱
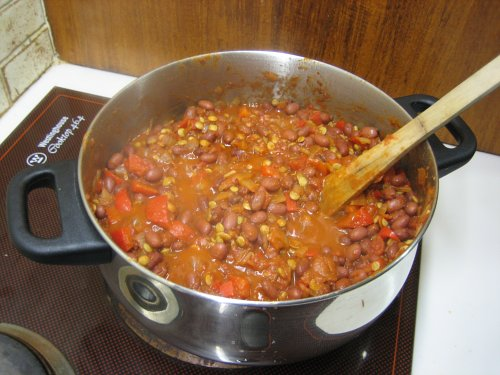
素辣肉酱 (Chili sin Carne)
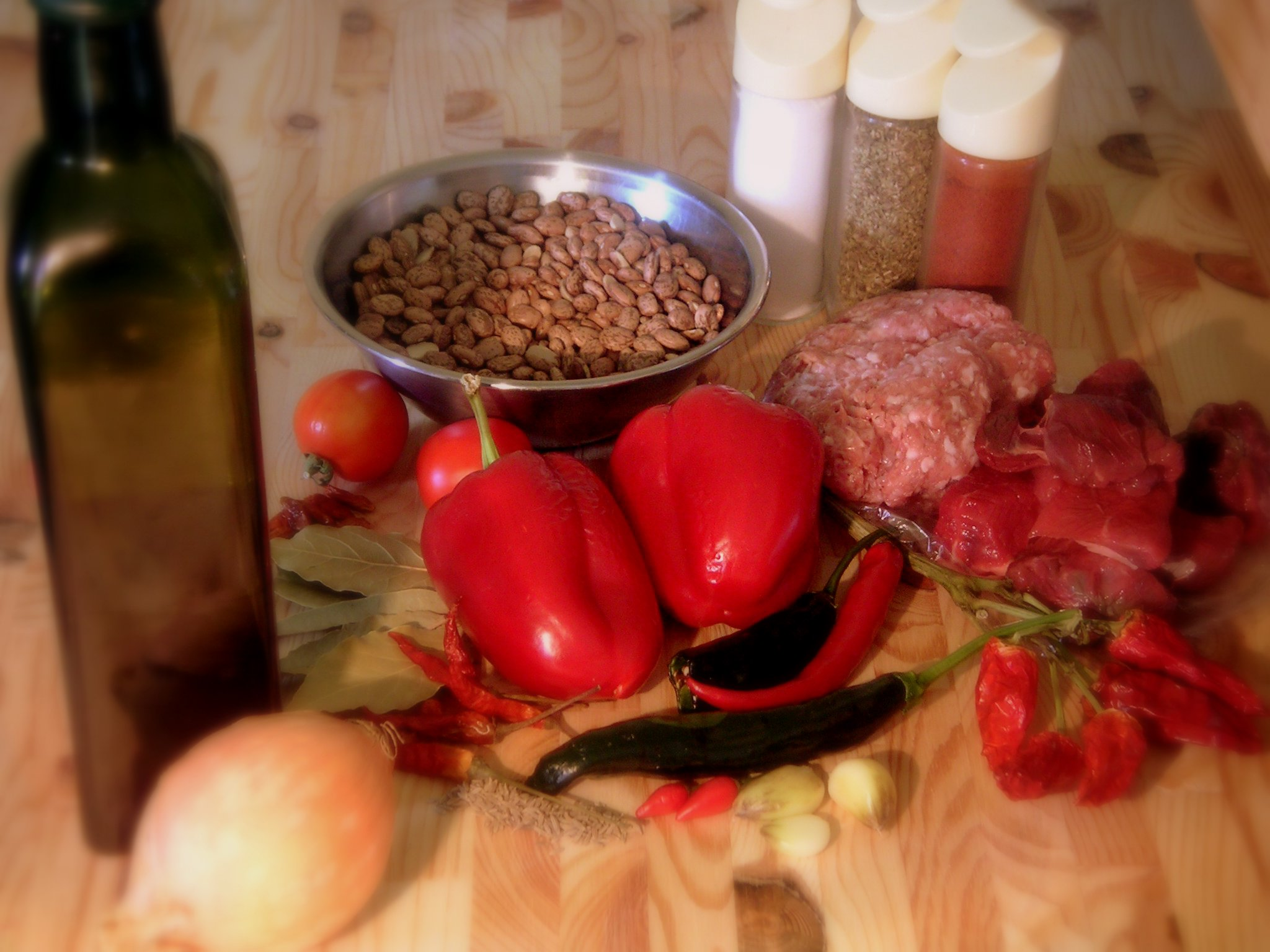
辣肉酱材料
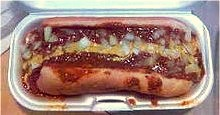
康尼岛热狗加辣肉酱
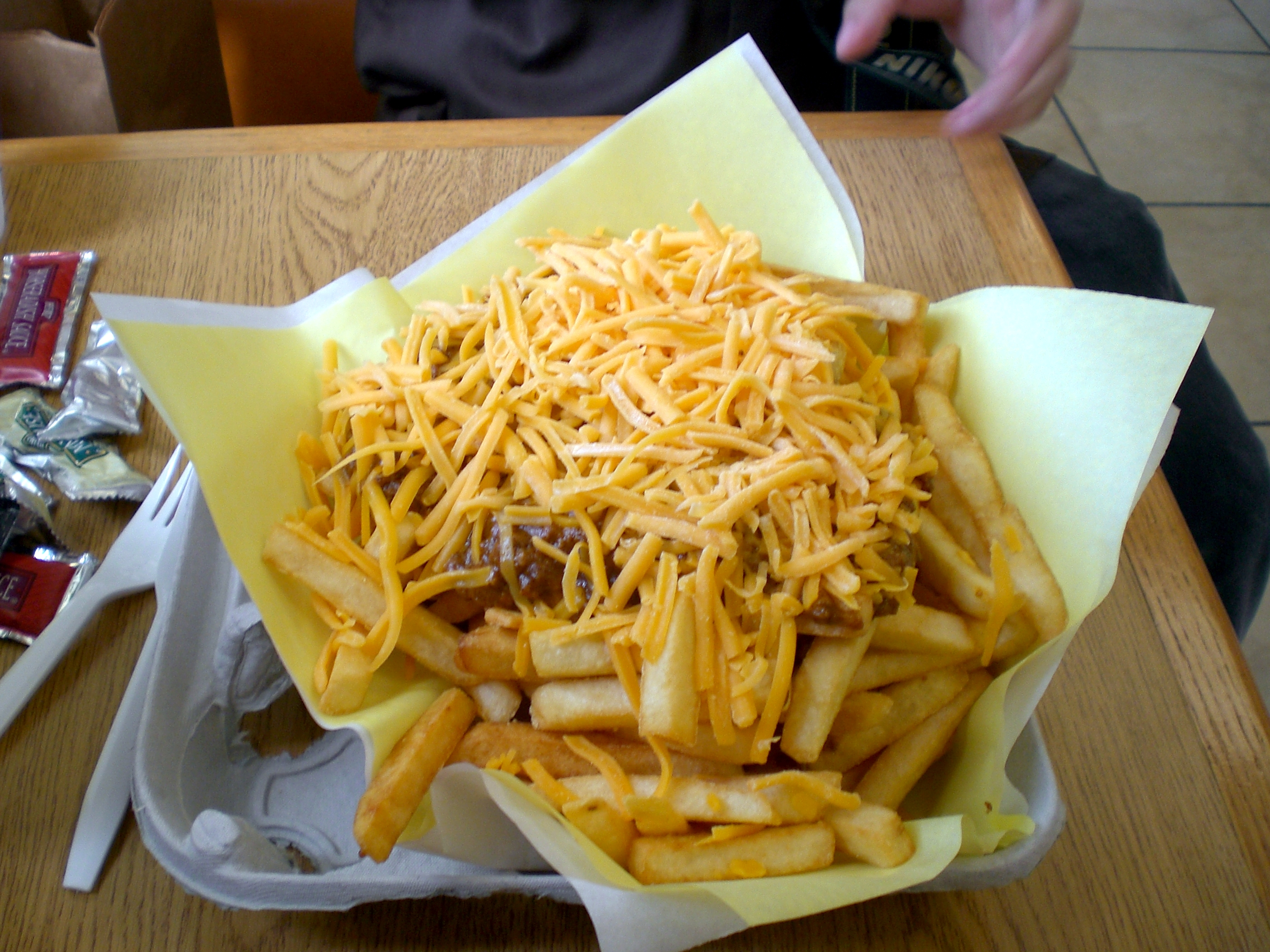
马铃薯条配辣肉酱
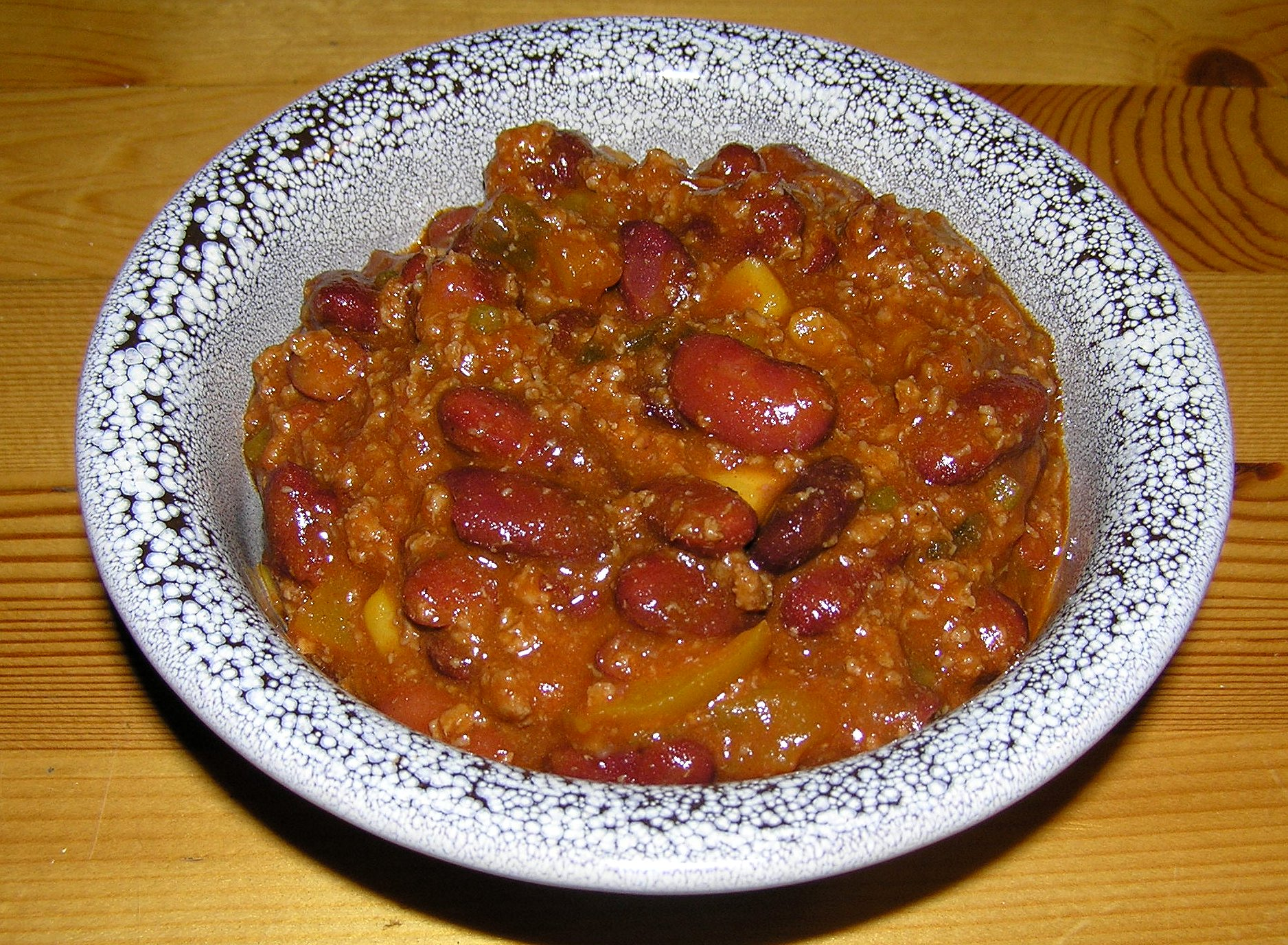
盘中的辣肉酱